# Same Damn Time
«Same Damn Time» — песня американского рэпера Фьючера. Написанная вместе с продюсером и частым соавтором Sonny Digital, она была выпущена 24 марта 2012 года в качестве третьего сингла (и четвёртого в целом) из его дебютного студийного альбома Pluto. После выхода песня заняла 92 место в Billboard Hot 100 и 12 место в Hot R&B/Hip-Hop Songs. Песня была хорошо принята музыкальными критиками, а её название стало распространённой фразой в музыкальной журналистике, используемой для описания творчества Фьючера, а также ряда других тем, связанных с музыкой.

## Отзывы
Эрик Дип из Complex назвал песню «легко одной из самых горячих записей в клубах» и «самой лучшей» среди «андеграундных хитов» Фьючера. Дэвид Дрейк, написавший для The Fader, заявил, что это «один из самых больших гимнов Фьючера». Джереми Гордон из Vice отметил, что песня стала «настоящим знаком языкового влияния», и отметил, что её название было использовано многими критиками для описания творчества Фьючера в целом. Джон Караманика из New York Times использовал песню в качестве ссылки, чтобы показать музыкальный стиль Фьючера, назвав его «грубым героем и кровоточащим киборгом — в одно и то же чёртово время». LA Weekly также ссылался на песню, описывая Фьючера как «отца Хаоса и сына Хаоса в одно и то же чёртово время». Эндрю Унтербергер из Popdust похвалил песню за «один из хип-хоп хуков десятилетия», а также отметил, что ремикс с Дидди и Лудакрисом «выводит её на новый уровень».

### Итоговые списки
Журнал SPIN поместил песню под номером 27 в свой список «40 лучших песен 2012 года», а автор Роб Харвилла с восторгом написал: «Это заразительно! Это отталкивает! Одновременно! Черт возьми! Время! Люди любят это! Люди ненавидят его! В одно и то же время! Проклятье! Время! Он бормотун! Он крикун! Одновременно! Проклятье! Время! Какой гений! Какой тупица! В то же самое время! Проклятое! Время!» («It’s infectious! It’s repellant! At the same! Damn! Time! People love it! People hate it! At the same! Damn! Time! He’s a mumbler! He’s a shouter! At the same! Damn! Time! What a genius! What a doofus! At the same! Damn! Time!»). Popdust включил песню в десятку продолжения своего списка «100 лучших песен года».

## Музыкальное видео
Официальное музыкальное видео, снятое режиссёром Dr. Teeth, было выпущено 6 апреля 2012 года. В клипе снялись рэперы DJ Drama, Waka Flocka Flame и Trae tha Truth. Премьера клипа состоялась на шоу 106 & Park на канале BET. Видео было снято в родном городе Фьючера — Атланте, и вдохновением для него послужил город. В интервью MTV Фьючер заявил, что это «больше похоже на фильм». A&R Atlantic Records во время съёмок клипа сказал: «Это безумие на улицах, это безумие в клубе, Фьючер кажется сейчас безупречным». По состоянию на июль 2014 года явная и чистая версии клипа собрали более 11,8 миллионов просмотров на YouTube.

## Чарты

### Еженедельные чарты
| Чарт (2012)                           | Высшая позиция |
| ------------------------------------- | -------------- |
| США (Billboard Hot 100)               | 92             |
| США (Billboard Hot R&B/Hip-Hop Songs) | 12             |
| США (Billboard Rhythmic)              | 40             |

## Сертификации
| Регион                                                                      | Сертификация | Продажи |
| --------------------------------------------------------------------------- | ------------ | ------- |
| США (RIAA)                                                                  | Золотой      | 500 000 |
| Данные о продажах + прослушиваниях приведены только на основе сертификации. |              |         |